# Willoughby (Lincolnshire)
Pour les articles homonymes, voir Willoughby.
Willoughby est un village du Lincolnshire, en Angleterre, situé dans l’East Lindsey.
La personne la plus notable à venir de Willoughby est John Smith, l'un des dirigeants de la colonie de Virginie en Amérique du Nord.